# Hội chứng QT ngắn
Hội chứng QT ngắn (tiếng Anh: Short QT syndrome) là một bệnh di truyền rất hiếm gặp của hệ thống dẫn truyền tim, có liên quan đến nguy cơ rối loạn nhịp tim và đột tử. Sở dĩ hội chứng có tên như vậy là vì trên bản ghi điện tâm đồ có dấu hiệu đặc trưng là khoảng QT ngắn lại. Nguyên nhân là do các gen mã hóa kênh ion bị đột biến, làm ngắn điện thế hoạt động của tim và được cho là di truyền trội trên nhiễm sắc thể thường. Chẩn đoán bằng cách làm điện tâm đồ 12 đạo trình. Có thể điều trị bằng cách sử dụng máy khử rung tim cấy được (ICD – implantable cardioverter defibrillator) hoặc thuốc quinidine . Hội chứng QT ngắn lần đầu tiên được mô tả vào năm 2000, và đột biến gen liên quan đến bệnh này được xác định vào năm 2004.

## Triệu chứng cơ năng và triệu chứng thực thể
Những người bị ảnh hưởng bởi hội chứng QT ngắn có nguy cơ rối loạn nhịp tim cao hơn. Rối loạn này thường xuất hiện khi còn trẻ, có thể dạng tương đối lành tính như rung nhĩ, dẫn đến các triệu chứng như đánh trống ngực, khó thở hoặc mệt mỏi. Theo đó, nếu rung nhĩ xuất hiện ở trẻ sơ sinh thì có thể nghi ngờ về hội chứng QT ngắn. Ngoài ra, rối loạn nhịp tim có thể ở dạng nguy hiểm hơn nhiều như rung thất, dẫn đến tình trạng ngất xỉu hoặc thậm chí đột tử do ngừng tim. Hơn 1/3 số người mắc hội chứng QT ngắn có biểu hiện loạn nhịp dẫn truyền thất hoặc đột tử do tim, trong khi 1/5 trường hợp được phát hiện trong quá trình sàng lọc gia đình và 1/5 trường hợp được phát hiện tình cờ sau khi làm điện tâm đồ (ECG) vì lý do không liên quan khác.
Nếu một người mắc hội chứng QT ngắn, trong khi khám có thể phát hiện rối loạn nhịp tim như rung nhĩ bằng cách bắt mạch.  Thông thường, sẽ không phát hiện dấu hiệu bất thường nào khi khám người mắc hội chứng QT ngắn trong vì lúc khám, tim họ thời điểm đó đang đập theo nhịp xoang.

## Nguyên nhân
Hội chứng QT ngắn là một rối loạn di truyền gây ra bởi đột biến ở các gen chi phối quá trình tạo một số kênh ion trong tế bào cơ tim . Bệnh được cho là di truyền theo kiểu gen trội trên nhiễm sắc thể thường . Một số đột biến làm dòng ion kali dễ dàng ra khỏi tế bào, trong khi một số đột biến khác làm giảm dòng calci đi vào trong tế bào. Hậu quả chung của tất cả các đột biến này đều là làm giảm thời gian xảy ra điện thế hoạt động của tim, phản ánh trên điện tâm đồ là khoảng QT ngắn. Dưới đây là danh sách các đột biến liên quan đến hội chứng QT ngắn:
| Kiểu | OMIM   | Gen      | Kênh              | Ghi chú |
| ---- | ------ | -------- | ----------------- | --- |
| SQT1 | 609620 | KCNH2    | Kv11.1            | Còn được gọi là hERG, mã hóa kênh kali Kv11.1, đảm trách dẫn dòng K+ chỉnh lưu chậm IKr (Delayed-rectifier current) IKr |
| SQT2 | 609621 | KCNQ1    | Kv7.1             | Mã hóa kênh kali đảm trách dẫn dòng K+ chỉnh lưu trễ chậm (slow delayed-rectifier current, IKs)                         |
| SQT3 | 609622 | KCNJ2    | Kir2.1            | Mã hóa kênh kali K ir 2.1 chịu trách nhiệm cho dòng kali chỉnh lưu hướng vào I K1                                       |
| SQT4 | 114205 | CACNA1C  | Cav1.2            | Mã hóa tiểu đơn vị alpha của kênh canxi loại L mang I Ca(L)                                                             |
| SQT5 | 114204 | CACNA2D1 | ICa(L)            | Mã hóa tiểu đơn vị alpha2/delta của kênh canxi loại L mang I Ca(L)                                                      |
| SQT6 | 106195 | SLC4A3   | Anion exchanger 3 | Mã hóa chất trao đổi bicarbonate/clorua                                                                                 |